# Vitali Golod
Vitali Golod est un joueur d'échecs soviétique puis ukrainien puis israélien né le 23 juin 1971 à Lviv. Grand maître international depuis 1996, il a remporté le championnat d'Ukraine et le championnat israélien.
Au 1er mars 2019, il est le vingtième joueur israélien avec un classement Elo de 2 505 points.

## Biographie et carrière
Golod remporta le championnat de la république soviétique d'Ukraine en 1991. En 1998, il gagna le tournoi de Rishon LeZion.
En 2003, il finit 1er-12e du tournoi de Noël de Zurich (quatrième au départage).
En 2004, il gagna l'open de blitz du National Open à Las Vegas et partagea la première place avec Sergey Erenburg au championnat israélien. Il finit deuxième ex æquo (deuxième au départage) du tournoi de Zurich en 2005. 
En 2006, Golod remporta le tournoi B de Schaumburg (Illinois) avec 7 points sur 9 (cinq victoires et quatre nulles) et 1,5 point d'avance sur Eric Lawson.
En 2007, il finit 1er-6e de l'open de l'île de Man.
En 2010, Golod finit :
- premier ex æquo avec six autres joueurs de l'open du Festival d'échecs de Bienne[9] ;
- premier ex æquo avec trois autres joueurs (quatrième au départage) du mémorial Agzamov[10] ;
- vainqueur du championnat israélien en novembre 2010 avec 7,5 points sur 10, un point d'avance sur Mihalevski et Nabaty[11].

En 2014, il gagna la coupe Nana Alexandria à Poti en Géorgie, ex æquo avec Levon Baboudjian.